# Kalcevska, Loveci
Kalcevska (în bulgară Калчевска) este un sat în comuna Troian, regiunea Loveci,  Bulgaria. 

## Demografie
Componența etnică a satului Kalcevska
     Bulgari (95,08%)
     Nicio identificare (4,91%)
     Altele (0%)
La recensământul din 2011, populația satului Kalcevska era de 61 locuitori. Din punct de vedere etnic, majoritatea locuitorilor (95,08%) erau bulgari. Pentru 4,91% din locuitori nu este cunoscută apartenența etnică.